# ああ電子戦隊デンジマン/デンジマンにまかせろ!
「ああ電子戦隊デンジマン」（ああでんしせんたいでんじまん）は、成田賢の13枚目のシングル。1980年3月1日に日本コロムビアから発売された。型番はSCS-533。

## 概要
表題曲「ああ電子戦隊デンジマン」は、テレビドラマ（特撮番組）『電子戦隊デンジマン』のオープニングテーマとして使用された。カップリングには、同じく成田賢が歌う同作エンディングテーマ「デンジマンにまかせろ!」が収録されている。
コーラスは「こおろぎ'73では軽くなりすぎる」という判断により、ミュージッククリエイションを通じて呼ばれた日本合唱協会の歌手4人が担当している。
『ああ電子戦隊デンジマン』は、2019年1月から2021年2月までフジテレビ系列で放送されていた『でんじろうのTHE実験』のオープニングテーマと提供クレジット用BGMに使用。

## 収録曲
（全作詞：小池一夫、作曲・編曲：渡辺宙明、歌：成田賢）
1. ああ電子戦隊デンジマン
  - テレビ朝日系特撮番組『電子戦隊デンジマン』オープニングテーマ。
  - 曲中のシンセサイザー・プログラミングは松武秀樹が担当しているという説があるが、松武自身は「自分が参加したのは劇場版で、テレビ版には参加していない」と証言している[5]。
2. デンジマンにまかせろ!
  - テレビ朝日系特撮番組『電子戦隊デンジマン』エンディングテーマ。
  - ヴォコーダーの声は渡辺自身のもの[6]。

## カバー
ああ電子戦隊デンジマン
- 石岡ひろし、フォーリーズ - CBS・ソニー（ソニー・ミュージックレコーズ）版カバー。編曲：渡辺博史。『主題歌ヒットソング大行進'81』（20AH-1329、1981年）などに収録。